# مانويل فيتورينو بيريرا
مانويل فيتورينو بيريرا (بالإسبانية:Manuel Vitorino Pereira) هو سياسي برازيلي وحاكم سابق لباهيا ونائب للرئيس البرازيلي برودنت دي مورايس. كان كاتباً وطبيباً قبل دخوله معترك السياسة.
ولد في سلفادور في باهيا في 30 يناير 1853، توفي 9 نوفمبر 1902.